# Sotto il vulcano (Francesco De Gregori)
| Recensione | Giudizio |
| ---------- | -------- |
| Rockol     |          |

Sotto il vulcano è un album dal vivo del cantautore italiano Francesco De Gregori, pubblicato il 3 febbraio 2017 dalla Caravan e dalla Sony Music.
Il disco ha debuttato al quarto posto nella classifica FIMI degli album più venduti della settimana e al primo posto in quella dei vinili.

## Descrizione
Si tratta di un omaggio a Lucio Dalla e contiene la registrazione del concerto tenuto al Teatro antico di Taormina il 27 agosto 2016, in occasione del tour a supporto dell'album De Gregori canta Bob Dylan - Amore e furto.
Il singolo che ha anticipato l'album è stata la reinterpretazione di 4 marzo 1943 del sopracitato Dalla, uscito il 20 gennaio 2017.
Il titolo dell'album riprende con un vezzo l'omonimo romanzo di Malcolm Lowry e nel contesto storico attuale significa anche sentirsi costantemente sotto qualcosa che sta per eruttare in pericolo imminente, ma nasce naturalmente soprattutto dal luogo in cui il disco è stato registrato. La copertina, invece, è stata disegnata in una settimana dalla pittrice Silvia Codignola, che ha realizzato un acquerello con protagonista De Gregori ai piedi dell'Etna.

## Tracce
CD 1
1. Pezzi di vetro
2. L'agnello di Dio
3. La leva calcistica della classe '68
4. Vai in Africa, Celestino!
5. La storia
6. Alice
7. Caterina
8. Sempre e per sempre
9. Servire qualcuno
10. Un angioletto come te
11. Come il giorno

CD 2
1. L'abbigliamento di un fuochista
2. Generale
3. Il panorama di Betlemme
4. Sotto le stelle del Messico a trapanar
5. Titanic
6. Rimmel
7. 4 marzo 1943
8. La donna cannone
9. Fiorellino #12&35

## Formazione
- Francesco De Gregori – voce, chitarra acustica, tastiera, armonica a bocca
- Alessandro Valle – pedal steel guitar, chitarra, mandolino elettrico
- Lucio Bardi – chitarre acustiche ed elettriche, violino in Battere e levare
- Paolo Giovenchi – chitarre acustiche ed elettriche, cori
- Alessandro Arianti – tastiera
- Guido Guglielminetti – basso, contrabbasso elettrico, cori
- Stefano Parenti – batteria
- Elena Cirillo – voce, violino e strohviolin
- Stefano Ribeca – sassofono contralto, sassofono tenore, flauto
- Giancarlo Romani – tromba, flicorno
- Giorgio Tebaldi – trombone, percussioni